# Svendborg Gymnasium
Svendborg Gymnasium er beliggende i Svendborg på Sydfyn. Gymnasiet er med sine cirka 1100 elever og 100 lærere det største gymnasium på Fyn samt et af de største gymnasier på landsplan.[kilde mangler] Skolen dækker et stort geografisk område fra Langeland (Bagenkop) i syd, Stenstrup/Kværndrup i nord, Vester Skerninge vest og Hesselager i øst.
Skolen udbyder både almen studentereksamen og hf.

## Historie
Svendborg Gymnasium har rødder tilbage til 1872, hvor Svendborg Realskole blev oprettet. Det var en grundskole fra 1. til 9. klassetrin, hvor eleverne kunne afslutte med almindelig forberedelseseksamen, også kendt som realeksamen eller præliminæreksamen. Fra 1907/1908 afsluttedes skolegangen med mellemskoleeksamen og realeksamen, og i 1909 får skolen en gymnasieoverbygning.
Skolen blev overtaget af staten i 1920, underskolen (1.-5. klasse) afskaffedes, og skolen skiftede navn til Svendborg Statsskole. I 1932 flytter skolen ind i de ny bygninger i Viebæltet. Mellemskolen ophørte i 1958 og afløstes af 3 realklasser, som fungerede frem til 1972. Fra 1975 tilbyder skolen også hf. I mellemtiden var skolen flyttet, idet den i 1969 flyttede ind i de nuværende rammer på A.P. Møllersvej.
Gymnasiet blev overtaget af Fyns Amt i 1986, og skiftede dermed navn til Svendborg Gymnasium.
Fra 2007 er skolen selvejende.
Inden for de sidste 10 år er skolen blevet udvidet med nyt eksternt liggende musikhus, som også indeholder studievejledningen. Ligeledes eksternt er der blevet bygget en multihal med styrketræningsrum, klatrevæg, undervisningslokale og omklædningsrum til skolens idrætsfaciliteter. I forlængelse af skolen er der blevet bygget Det Boglige Hus, som er en stor høj bygning i to plan som indeholder 12 moderne undervisningslokaler, et stort studieområde med borde, bænke og madrasser.
I 2011 startede opførslen af en helt ny scienceafdeling til fordel for skolens naturvidenskabelige studieretninger.

## Skolens udvalg og aktiviteter
På skolen findes en del elevstyrede udvalg samtidig med at der foregår mange elev/lærerstyrede fritidsaktiviteter.

### Aktiviteter
- Frisport: Ultimate, Badminton, Friklatring m.fl.
- Turninger: Fodbold (inden- og udendørs), Bordforbold, Bordtennis, Ultimate m.fl.
- Historisk Filmklub: Her vises film bygget på historiske begivenheder.
- Frivillig undervisning: Her undervises i spansk, billedkunst, matematik og kemi.

### Udvalg
- Elevrådet: Skolens elevråd med 2 repræsentanter fra hver klasse.
- DUSK: Skolens fest udvalg.
- BAENK: Skolebladet skrevet af eleverne.
- Amnesty Youth: Amnesty's lokal afdeling på Svendborg Gymnasium
- Fredagscafe: Arrangerer fredagscaféer med temaer og salg af øl/vand
- RUSK: Elevgruppe, der fokuserer på skolens rusmiddelpolitik [1].

## Rektorer
- 1872-1914: Johannes Møller
- 1914-1927: Axel A. Mossin
- 1927-1942: Dietrich Petersen
- 1942-1952: Karl Nielsen (1906-1967)
- 1952-1960: Poul Kierkegaard
- 1960-1979: Ejnar Sneskov
- 1979-2005: Ole Visti Petersen
- 2005-2022 : Jesper Vildbrad
- 2023-nu: Jesper Hasager Jensen

## Kendte studenter
- Johanne Louis-Hansen, virksomhedsejer[2]